# Лавы (Гомельская область)
 Лавы (бел. Лавы) — посёлок в Старосельском сельсовете Рогачёвского района Гомельской области Беларуси.
На западе граничит с лесом.

## География

### Расположение
В 13 км на север от районного центра и железнодорожной станции Рогачёв (на линии Могилёв — Жлобин), 134 км от Гомеля.

## Транспортная сеть
Транспортные связи по просёлочной, затем автомобильной дороге Старое Село — Рогачёв. Планировка состоит из короткой прямолинейной улицы, ориентированной с юго-запада на северо-восток и застроенной деревянными усадьбами.

## История
Основан в начале XX века переселенцами из соседних деревень. Наиболее активная застройка приходится на 1920-е годы. В 1931 году жители вступили в колхоз. Во время Великой Отечественной войны действовало патриотическое подполье (руководитель Ф. Г. Сидоренко). 5 жителей погибли на фронте. Согласно переписи 1959 года в составе совхоза «Прогресс» (центр — деревня Щибрин).

## Население

### Численность
- 2004 год — 8 хозяйств, 9 жителей.

### Динамика
- 1959 год — 64 жителя (согласно переписи).
- 2004 год — 8 хозяйств, 9 жителей.